# Cadrema subsulatans
Cadrema subsulatans är en tvåvingeart som beskrevs av Mario Bezzi 1928. Cadrema subsulatans ingår i släktet Cadrema och familjen fritflugor.
Artens utbredningsområde är Fiji. Inga underarter finns listade i Catalogue of Life.